# EASY WALK
「EASY WALK」（イージー・ウォーク）は、HOME MADE 家族の通算13枚目のシングル。

## 概要
- グリコの新商品「walky walky」のCMソングの為に書き下ろした楽曲。
- c/wの「アイアンソウル★」はLevi's PLAY HARDのキャンペーンソングの為に書き下ろした楽曲。

## 収録曲
1. EASY WALK
江崎グリコ「walky walky」CMソング
2. アイアンソウル★
リーバイス「PLAYHARD」キャンペーンイメージソング
3. VIVA自分